# Rabbi Nathan
Ne doit pas être confondu avec Nathan ben Isaac HaBavli ou Nathan de Bratslav.
Rabbi Nathan HaBavli (en hébreu : רבי נתן הבבלי) est un tanna israélien de la troisième génération (IIe siècle), d'origine juive babylonienne. On lui attribue traditionnellement la rédaction du traité Avot deRabbi Nathan.

## Éléments biographiques
Fils d'un exilarque (autorité temporelle des Juifs en exil), il choisit de quitter, pour des raisons indéterminées, la Babylonie et s'établit en terre d'Israël, où il dirige l'école talmudique d'Ousha. Il est également mandaté par le patriarche R. Shimon ben Gamliel pour parvenir à une réconciliation avec Rabbi Hananya de Babylone qui, croyant le Sanhédrin de Judée disparu à la suite des persécutions hadrianiques, en avait fondé un nouveau à Nehar Pekod, en Babylonie. Nathan s'acquitte de cette mission avec succès, avec l'aide de Rabbi Isaac.
Peu après, cependant, Rabbi Nathan et Rabbi Meïr s'opposent à Rabbi Shimon ben Gamliel, en raison des mesures prises par ce dernier pour abolir l'égalité existant jusque-là entre les membres de l'académie, et limiter les témoignages d'estime à donner par la communauté aux membres de l'école d'une distinction inférieure à celle du Nassi. Œuvrant secrètement à sa déposition, Rabbi Nathan et Rabbi Meïr sont découverts, et expulsés de l'école. Ils parviennent cependant à faire ressentir le vide causé par leur absence, et sont réadmis, à la condition expresse que leur nom ne soit pas associé à leurs décisions en matière de Halakha (Loi juive). C'est pourquoi les décisions de Rabbi Nathan sont souvent introduites par la formule « certains disent. »

## Œuvres
Rabbi Nathan était une haute autorité talmudique, et de nombreuses sentences de lui, tant halakhiques (législatifs en matière de Loi juive) qu'aggadiques (non-législatifs) ont été consignées. L'un de ses plus importants contradicteurs en matière de Halakha était Rabbi Juda Hanassi, compilateur de la Mishna. Cependant, Rabbi Nathan aurait participé à la rédaction de la Mishna et Juda le tenait en haute estime.
Outre le traité Avot deRabbi Nathan, pouvant être considéré comme une tossefta au traité Avot, il aurait été l'auteur de la Baraïta Mem Ṭet Middot (« Baraïta des Quarante-neuf Règles »), un petit traité non inclus dans la Mishna, aujourd'hui disparu, traitant de la Aggada et des mathématiques.